# 大水彝族苗族布依族乡
大水彝族苗族布依族乡是中华人民共和国贵州省毕节市大方县下辖的一个民族乡。

## 行政区划
大水彝族苗族布依族乡下辖以下村级行政区划单位：
大田村、凉井村、鞍山村、箐山村、营山村、高潮村、大石村、后坝村和炉山村。